# Condado de Kent (Novo Brunswick)
O Condado de Kent é um dos quinze condados da província canadense de New Brunswick.